# هيربرت ويبر
هيربرت ويبر (بالألمانية: Heribert Weber)‏ (مواليد 28 يونيو 1955) هو لاعب كرة قدم. يلعب مع منتخب النمسا لكرة القدم. سبق له أن لعب في كأس العالم لكرة القدم مع منتخب بلاده.

## مسيرته الكروية
لعب هيربرت ويبر خلال مسيرته الاحترافية مع 3 أندية في واحد وعشرون موسمًا وسجل خلالها 57 هدفًا ضمن 579 مباراة. حيث فاز في أربعة مواسم بالكأس وفي خمسة مواسم بالدوري.
خاض هيربرت ويبر مسيرته مع نادي شتورم غراتس في موسم 1973–74 ليلعب معه خمسة مواسم، مشاركًا في 115 مباراة سجل خلالها 9 أهداف. ثم انتقل إلى نادي رابيد فيينا في موسم 1978–79 ليلعب معه أحد عشر موسمًا، حيث شارك في 315 مباراة سجل خلالها 39 هدفًا. لينتقل بعدها إلى نادي أوستريا سالزبورغ في موسم 1989–90 ليلعب معه خمسة مواسم، مشاركًا في 149 مباراة سجل خلالها 9 أهداف.

## روابط خارجية
- هيربرت ويبر على موقع الاتحاد الدولي (مؤرشف)  (الإنجليزية)
- هيربرت ويبر على موقع قاعدة بيانات كرة القدم.إي يو (الإنجليزية)
- هيربرت ويبر على موقع ناشيونال فوتبول تيمز (الإنجليزية)
- هيربرت ويبر على موقع عالم كرة القدم.نت (الإنجليزية)